# Theodor von Lerber
Franz Theodor von Lerber (* 31. Juli 1823 in Bern; † 3. Dezember 1901 ebenda) war ein Schweizer Pädagoge und Schulgründer.

## Leben

### Familie
Theodor von Lerber entstammte einem alten bernischen Patriziergeschlecht, das um 1600 in Bern ansässig wurde. Er war das zweite von sechs Kindern des Politikers Beat Rudolf von Lerber (* 11. Dezember 1788 in Bern; † 23. Dezember 1849 ebenda) und dessen Ehefrau Sophie (* 24. November 1796 in Bern; † 28. April 1871 ebenda), Tochter des Arztes Rudolf Friedrich Hartmann (1769–1806). Sein Onkel war der Politiker und Gründer der Berner Kantonalbank Karl Anton von Lerber (1784–1837). Theodor von Lerber war seit dem 28. August 1851 in Bolligen mit Caecilia Sophie Ida (* 1830 in Bern; † 22. Januar 1893 ebenda), Tochter des Papierfabrikbesitzers Emanuel Gruner (1783–1863), verheiratet; gemeinsam hatten sie sieben Kinder:
- Eduard Alfons Theodor Lerber (* 25. Januar 1853 in Bern; † 1906 in Lausanne), Missionssekretär in Basel, Privatlehrer in Lausanne, verheiratet mit der Lehrerin Sophia Helena Emma (1856–1937), Tochter von Karl Emanuel Friedrich Thormann (1789–1858), Vorsteher einer Erziehungsanstalt und später Buchhändler in Bonn;
- August Arthur Lerber (* 5. Juni 1854 in Bern; † 1909), Prediger in Basel, Gymnasiallehrer, verheiratet mit der Lehrerin Louise (1856–1943), Tochter des Pfarrers Karl Franz Lauterburg (1825–1871);
- Johanna Emma Lerber (* 31. März 1857 in Bern; † 19. Januar 1899), verheiratet mit Heinrich Theodor Gruner (1856–1937), Bergwerksingenieur in Genf und Epinal;
- Konstanze Wilhelmine Lerber (* 30. Januar 1859 in Bern; † 10. März 1859 ebenda);
- Friedrich Alfred Theodor von Lerber (* 25. Juli 1861 in Bern; † 7. Juni 1931 ebenda)[4], Pfarrer in Trubschachen, verheiratet mit Helena (1865–1942), Tochter von Heinrich Landis (1833–1915), Seidenkaufmann, Nationalrat, Verwaltungsrat der Schweizerischen Kreditanstalt und der Schweizerischen Nordostbahn. Zu ihren vier Kindern gehörte unter anderem auch die Schriftstellerin Helene von Lerber;
- Otto Franz Gottfried Lerber (* 27. August 1864 in Bern; † 24. November 1864 ebenda);
- Friedrich Alfred Lerber (* 3. Juni 1868 in Bern; † 1949), Arzt in Laupen und Stadtarzt in Bern, verheiratet mit Emma Frieda (* 7. Dezember 1871 in Sumiswald), Tochter  von Karl Friedrich Stettler (1837–1917), Pfarrer in Wasen, Frutigen und am Burgerspital sowie Autor der Beschreibung des Frutiglandes.

### Werdegang
Theodor von Lerber besuchte in einer Zeit, in der sich sein Vater in der Verbannung befand, das Collège in Lausanne und begann dann ein Studium der Philologie und Philosophie an der Universität Lausanne, das er an den Universitäten Bern, Bonn und Halle fortsetzte; in Bonn hörte er unter anderem Vorlesungen bei Albrecht Ritschl. Nach Beendigung des Studiums war er von 1849 bis 1855 Griechischlehrer am Gymnasium Bern (heute: Gymnasium Kirchenfeld), wurde jedoch aufgrund seiner pietistischen Anschauungen entlassen. In der Folge gründete er im Mai 1855 mit dem Pfarrer Friedrich Gerber die Privatanstalt der Herren von Lerber und Gerber, aus der sich schliesslich das evangelische Lehrerseminar auf dem Muristalden (heute: Campus Muristalden) entwickelte. Dort wirkte er als Lehrer und bis 1869 als Direktor des Seminars. 1853 gründete er einen christlichen Jünglingsverein, der später im Christlichen Verein junger Männer aufging. Er schloss sich 1855 der Evangelischen Gesellschaft an, stiess jedoch als kompromissloser Anhänger der Verbalinspiration auf Widerstand im Komitee der Evangelischen Gesellschaft und trat 1894 aus deren Hauptversammlung aus. 1859 gründete er eine Knabenschule, die sogenannte Lerberschule, die er bis 1892 als Direktor leitete und an der Karl Barth 1892 Schüler wurde; später wurde sie in Freies Gymnasium umbenannt.

### Pädagogisches Wirken
Weil Theodor von Lerber den Verlust der humanistischen und religiösen Bildungsinhalte in der Schulpolitik der damaligen radikal-liberalen Regierung befürchtete, beschloss er die Gründung einer betont evangelischen Schule und entwickelte eine Schule als Gegenentwurf zum säkularen Bildungsideal des modernen, liberalen Staates. Allerdings ergab sich im Lauf der ersten Jahrzehnte eine zunehmende Annäherung an den Staat. Ende der 1880er Jahre begannen Auseinandersetzungen zwischen Theodor von Lerber und seinen Mitarbeitern betreffend der Neugestaltung des Gymnasialunterrichts (alte Sprachen versus Naturwissenschaften und moderne Sprachen). Das führte dazu, dass er mit seiner Schule brach und 1892 das Verbot aussprach, dass die Schule den Namen Lerberschule weiter führen dürfe. Seither trägt die Schule den Namen Freies Gymnasium. Theodor von Lerber war ein bedeutender Vertreter des freien evangelischen Schulwesens in Bern.

## Ehrungen
Nach Theodor von Lerber wurde in Bern die Lerberstrasse benannt, in der immer am ersten Samstag nach den Sommerferien ein Strassenfest stattfindet.

## Mitgliedschaften
- Theodor von Lerber gehörte dem Schweizerischen Zofingerverein an.

## Schriften (Auswahl)
- Ungehobelte Verse über ungehobelte Leute: Flugblatt mit Titellitographie. Bern 1850.
- Über die Nothwendigkeit der Gründung eines christlichen Privatgymnasiums für die Schweiz. R. F. Wyss, Bern 1862. (Digitalisat).
- Professoren, Studenten und Studentenleben vor 1500 Jahren. Karl H. Mann, Bern 1867. (Digitalisat).
- Einige historische Erläuterungen zum Buche Daniels. Vortrag gehalten in der "Philadelphia" in Bern im Oktober 1892. Bern 1893.